# Залізнична вулиця (Мелітополь)
Залізнична вулиця — вулиця в Мелітополі. Йде від вулиці Професора Танатара до Північно-Лінійної вулиці.

## Назва
Назва вулиці пов'язана з тим, що вона виходить до залізниці.

## Історія
Рішення про прорізання вулиці датується 4 вересня 1953 року. Вулиця отримала назву Сталінградської.
8 грудня 1961 року вулиця була перейменована на Залізничну.